# Tögrög, Govi-Altai
Tögrög (tiếng Mông Cổ: Төгрөг) là một sum của tỉnh Govi-Altai ở miền tây Mông Cổ. Vào năm 2009, dân số của sum là 1.914 người.

### Khí hậu
Tögrög có khí hậu bán khô hạn. Nhiệt độ trung bình hàng năm trong khu vực là 3 °C. Tháng ấm nhất là tháng 6, khi nhiệt độ trung bình là 21 °C và lạnh nhất là tháng 1, với −18 °C. Lượng mưa trung bình hàng năm là 116 mm. Tháng ẩm ướt nhất là tháng 6, với lượng mưa trung bình là 27 mm, và khô nhất là tháng 1, với 2 mm.

## Kinh tế
Sum có một trường học, bệnh viện và khu du lịch.